# Strzęplica
Strzęplica (Koeleria Pers.) – rodzaj roślin z rodziny wiechlinowatych. Obejmuje 54 gatunki. Przedstawiciele rodzaju występują na wszystkich kontynentach (z wyjątkiem Antarktydy), stosunkowo rzadziej w strefie równikowej. Do flory Polski należą trzy gatunki: strzęplica nadobna K. macrantha, strzęplica piramidalna K. pyramidata i strzęplica sina K. glauca. Wyróżniana czasem jest też strzęplica polska K. grandis, utożsamiana jednak ze strzęplicą piramidalną. 

## Systematyka
Pozycja systematyczna
Rodzaj należący do rodziny wiechlinowatych (Poaceae). W obrębie rodziny należy do podrodziny wiechlinowych (Pooideae), plemienia Poeae, podplemienia Aveninae.
W niektórych ujęciach rodzaj bywa włączany do Trisetaria.
Wykaz gatunków
- Koeleria altaica (Domin) Krylov
- Koeleria antarctica (G.Forst.) Barberá, Quintanar, Soreng & P.M.Peterson
- Koeleria arduana (Edgar & A.P.Druce) Barberá, Quintanar, Soreng & P.M.Peterson
- Koeleria argentea Griseb.
- Koeleria asiatica Domin
- Koeleria askoldensis Roshev.
- Koeleria barbinodis (Trin.) Barberá, Quintanar, Soreng & P.M.Peterson
- Koeleria besseri Ujhelyi
- Koeleria biebersteinii M.G.Kalen.
- Koeleria boliviensis (Domin) A.M.Molina
- Koeleria brevis Steven
- Koeleria calderonii A.Molina
- Koeleria capensis (Thunb.) Nees
- Koeleria carolii Emb.
- Koeleria caudata (Link) Steud.
- Koeleria cenisia Reut. ex E.Rev.
- Koeleria cheesemanii (Hack.) Petrie
- Koeleria crassipes Lange
- Koeleria delavignei Czern. ex Domin
- Koeleria dersu Prob. & Prokop.
- Koeleria drucei (Edgar) Barberá, Quintanar, Soreng & P.M.Peterson
- Koeleria embergeri Quézel
- Koeleria eriostachya Pancic
- Koeleria fueguina Calderón ex Nicora
- Koeleria glauca (Spreng.) DC. – strzęplica sina
- Koeleria gubanovii Tzvelev
- Koeleria hirsuta Gaudin
- Koeleria × hungarica Domin
- Koeleria inaequaliglumis A.Molina
- Koeleria inaequalis (Whitney) Barberá, Quintanar, Soreng & P.M.Peterson
- Koeleria insubrica Brullo, Giusso & Miniss.
- Koeleria johnstonii (Louis-Marie) Barberá, Quintanar, Soreng & P.M.Peterson
- Koeleria karavajevii Govor.
- Koeleria kurtzii Hack.
- Koeleria loweana Quintanar, Catalán & Castrov.
- Koeleria lucana Brullo, Giusso & Miniss.
- Koeleria luerssenii (Domin) Domin
- Koeleria macrantha (Ledeb.) Schult. – strzęplica nadobna, s. grzebieniasta
- Koeleria mendocinensis (Hauman) Calderón ex Nicora
- Koeleria × mixta Domin
- Koeleria nitidula Velen.
- Koeleria novozelandica Domin
- Koeleria permollis Steud.
- Koeleria praeandina A.Molina
- Koeleria pyramidata (Lam.) P.Beauv. – strzęplica piramidalna
- Koeleria rhodopea Ujhelyi
- Koeleria riguorum Edgar & Gibb
- Koeleria rodriguez-graciae Quintanar & Castrov.
- Koeleria skrjabinii Karav. & Tzvelev
- Koeleria splendens C.Presl
- Koeleria thonii Domin
- Koeleria tristis Domin
- Koeleria tzvelevii N.V.Vlassova
- Koeleria vallesiana (Honck.) Gaudin
- Koeleria ventanicola A.Molina
- Koeleria vurilochensis Calderón ex Nicora